# محمد کیاوش
سید محمد علوی‌تبار (۱۳۰۹ – ۲۰ اسفند ۱۳۹۸) مشهور به سید محمد کیاوش، آموزگار و سیاستمدار ایرانی بود، که در دوره نخست و دوره دوم مجلس شورای اسلامی به ترتیب به عنوان نماینده حوزهٔ انتخابیهٔ اهواز و آبادان، از استان خوزستان در مجلس شورای اسلامی حضور داشت.

## زندگی‌نامه
او پیش از انقلاب در آبادان به دبیری مشغول بود و پس از انقلاب، در دوره نخست و دوره دوم مجلس شورای اسلامی به ترتیب به عنوان نماینده حوزهٔ انتخابیهٔ اهواز و آبادان، از استان خوزستان در مجلس شورای اسلامی حضور داشت. وی از معدود بازماندگان حادثه انفجار بمب دفتر حزب جمهوری اسلامی در سرچشمه تهران در ۷ تیر ۱۳۶۰ بود.

## درج ولایت فقیه در اولین قانون اساسی

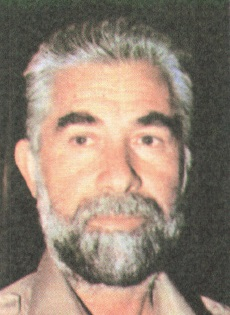
عضو مجلس خبرگان قانون اساسی، محمد کیاوش - ۱۳۵۸

گرچه اعضای مجلس خبرگان قانون اساسی اطلاعات دقیقی از مذاکرات پشت پرده بدست نداده‌اند، اما بنا به متن رسمی مذاکرات (که در سال ۱۳۶۳ انتشار یافت) نخستین بار در جلسه سوم مجلس خبرگان محمد کیاوش نمایندهٔ خوزستان و پس از او عبدالرحمن حیدری ایلامی نماینده ایلام و سپس حسن آیت به طرح موضوع اصل ولایت فقیه پرداختند.

## اتهام ارتباط به آتش‌سوزی سینما رکس آبادان
محمد کیاوش متهم بود که در آتش‌سوزی سینما رکس آبادان دست داشته‌است. نام محمد کیاوش به عنوان کسی آورده شده که با یکی از عاملین در ارتباط بوده‌است. حسین تکبعلی‌زاده متهم ردیف اول در دادگاه گفت که فرج بذرکار یکی از عاملین که هنگام آتش‌سوزی در سینما بود و سوخت با کیاوش در ارتباط بوده‌است.
حسین تکبعلی‌زاده گفت که آنان در منزلی جمع می‌شدند و محمد کیاوش که دبیر دبیرستان بود برای آنها سخنان ایدئولوژیک می‌گفت. او در یکی از جلسات به آنها گفت جوانان بوشهر تعدادی روسری و کرست برای جوانان آبادانی فرستاده‌اند و گفته‌اند آنها مرد نیستند که اقدامی نمی‌کنند. به جوان‌های آبادان برمی‌خورد و تصمیم می‌گیرند کاری بکنند.

## مسئولیت‌ها
- اولین فرماندار آبادان
- نماینده مردم اهواز (اولین دوره مجلس شورای اسلامی)
- نماینده مردم آبادان (دومین دوره مجلس شورای اسلامی)
- نماینده منتخب مردم در مجلس خبرگان قانون اساسی
- ۱۶ سال مشاور رئیس‌جمهوری در دوره‌های مختلف